# Amitābha

Marele Buddha de la Kamakura, reprezentândul pe Amida.

Amitābha sau Amida este unul dintre Cei Cinci Buddha ai Înțelepciunii și este un buddha ceresc descris în scripturile Budismului Mahayana. El este principalul Buddha din școala Pământului Pur, o ramură a mahayanei, foarte practicată în Asia de Est, mai ales în Japonia. 
Amida mai este numit și Buddha al luminii infinite, deoarece, conform școlii Pământului Pur și a sectelor sale, Amida este singurul Buddha capabil să elibereze lumea de suferință prin lumina sa. De asemenea acest Buddha apare și în scripturile Budismului Vajrayana, dar nu este atât de important ca în Budismul Mahayana. 
Tot în școala Pământului Pur se spune că Buddha Amida guvernează peste întreg  Pământul Pur (Paradisul), unde trăiesc toți Buddha și bodhisattva. Amida este un Buddha ușor de recunoscut. Statuiile sale îl reprezintă meditând sau stând în picioare și executând două mudre diferite, Vitarka sau Dhyana, iar pe frunte având un punct ce simbolizează al treilea ochi și înțelepciunea. De obicei în temple lângă statuia sa se așează statuiile a doi bodhisattva, mai precis în dreapta se așează statuia lui Avalokiteśvara, bodhisattva al milei, și în stânga statuia lui Mahasthamaprapta, bodhisattva al înțelepciunii, astfel creând o trinitate divină. 